# Александрова, Валентина Ивановна
Валентина Ивановна Александрова (род. 15.11.1940) — бригадир плиточников-облицовщиков специализированного строительно-монтажного управления «Отделстрой» треста «Николаевпромстрой», Николаевская область, полный кавалер ордена Трудовой Славы (1989).

## Биография
Родилась 15 ноября 1940 года в селе Елизаветовка Глушковского района Курской области в многодетной (8 детей) крестьянской семье. Русская. 
Училась в Елизаветовской семилетней школе. В 1956 году уехала к сетре в город Николаев Украинской ССР (ныне — Украина). В Николаеве продолжила учёбу в школе фабрично-заводского обучения № 1. Училась прилежно на 4 и 5. В 1957 году окончила учёбу в ФЗО, получила аттестат и специальность отделочника.
Принята на работу в СМУ «Киевстроймонтаж» (позже — СУ-17). С 1959 года работала в СУ-11 треста  «Николаевжилстрой» штукатуром 4-го разряда. В 1961 году назначена бригадиром. В 1970 году  награждена медалью "За доблестный труд" В 1971 году была 
награждена медалью «За трудовое отличие» за достижения в годы восьмой пятилетки.
Особенно отличилась на работе бригадиром в ССУ-18 треста «Николаевжилстрой» (позднее ССМУ «Отделстрой»). В этом управлении проработала с 1972 года. Здесь Валентина со своей бригадой 
из 25 человек она добилась выполнения и перевыполнения взятых на себя обязательств. Выработка на одного работающего составляла 8—10 квадратных метров за рабочий день. 
Её бригада участвовала в строительстве жилых домов, детсадов, общежитий, школ, административных зданий. Ей доверяли строительство важных объектов таких, как областной Дворец культуры, междугородный автовокзал, междугородный аэровокзал, торговый центр в Корабельном районе, здание областной госадминистрации — областного Совета, Дом творчества учащихся, Николаевский Дом торговли «Южный Буг» - одно из лучших торговых зданий в Советском Союзе, здание Службы безопасности Украины и др..
Являясь штукатуром 5-го разряда, она овладела ещё несколькими смежными специальностями: плиточника-облицовщика 5-го разряда, машиниста строительных машин 3-го разряда, маляра 2-го разряда, машиниста штукатурной станции 3-го разряда, стропальщика 2-го разрядаи др. 
Продолжала учёбу заочно. В 1981 году окончила на «отлично» заочное отделение Николаевского строительного техникума. Постоянно занималась наставничеством молодёжи.
Являлась победителем социалистического соревнования, ударником Х, XI, ХІІ пятилеток.
Указом Президиума Верховного Совета СССР от 5 марта 1976 года за  достигнутые успехи в выполнении заданий девятой пятилетки и социалистических обязательств, повышение эффективности производства и качества работы В. И. Александрова награждена орденом Трудовой Славы 3-й степени.
Указом Президиума Верховного Совета СССР от 31 марта 1983 года за  успехи,  достигнутые  при  строительстве   и  освоении  мощностей  Николаевского  глинозёмного  завода  Министерства  цветной   металлургии  СССР,  В. И. Александрова награждена орденом Трудовой Славы 2-й степени.
Указом Президиума Верховного Совета СССР от 23 августа 1989 года за высокопроизводительный труд и большой личный вклад в социально-экономическое развитие города Николаева Александрова Валентина Ивановна награждена орденом Трудовой Славы 1-й степени. Стала полным кавалером ордена Трудовой Славы.
В 1987 году и в  1989 году избиралась депутатом Николаевского городского Совета народных депутатов. В 1986 году избрана делегатом XXVII съезда КПСС.
Неоднократно избиралась членом Николаевского обкома Компартии Украины на ХХІІІ (1985), ХХIV (1988), XXV (1990) областных партийных конференциях.
С 3 августа 1998 года В. И. вышла на пенсию.
Проживала в городе Николаеве (Украина).

## Награды
Награждена орденами Трудовой Славы 1-й, 2-й, 3-й степеней:
3 ст. 05.03.1976 № 156749
2 ст. 31.03.1983 № 15126
1 ст. 23.08.1989 № 664
- медалями, в том числе «За трудовое отличие» (05.04.1971).